# Абіє
Наталія Володимирівна Шевченко, відома як Абіє — українська співачка, авторка пісень та викладачка вокалу. Фіналістка національного відбору на «Євробачення-2025» з піснею «Дім».

## Біографія та кар'єра
Наталія Шевченко народилася в місті Миргород, Полтавська область. З дитинства захоплювалася музикою та поезією.
Превдонім «Абіє» — застарілий варіант українського слова «зненацька». Споріднені значення: раптом, знову, відразу.
24 лютого 2023 року Артем Лоік випустив свій альбом «Моя війна», який містить вісім пісень у співпраці з Абіє. П'ять з них були випущені як сингли, включно з «Не червона рута», «До перемоги» та «На війні».
2024 року Абіє відкрила вокальну студію «Нумо Співати» у Миргороді.
У грудня 2024 року стала фіналісткою українського національного відбору на «Євробачення-2025» з піснею «Дім». Пісня «Дім», як заявляє Абіє, — це маніфест проти насильства, написаний про власну історію та історії жінок з деокупованої Херсонщини, які пережили страшні знущання. У фіналі нацвідбору, що відбувся 8 лютого 2025 року, Абіє посіла передостаннє місце з 5 балами.

## Громадська та інша діяльність
З початком повномасштабного вторгнення Росії в Україну займається волонтерством. Разом із громадською організацією «Культурний десант» регулярно виступає для військових по лінії фронту на Запоріжжі, Херсонщині й Харківщині.